# بيتر براون (منافس ألعاب قوى ألماني)
بيتر براون (بالألمانية: Peter Braun)‏ هو منافس ألعاب قوى ألماني، ولد في 1 أغسطس 1962 في توتلينغن في ألمانيا.

## وصلات خارجية
- بيتر براون على موقع الاتحاد الدولي لألعاب القوى (الإنجليزية)
- بيتر براون على موقع اللجنة الأولمبية الدولية (الإنجليزية)
- بيتر براون على موقع أوليمبيديا (الإنجليزية)